# 보디 게임
《보디 게임》(Une Femme Fidele, A Faithful Woman)은 프랑스에서 제작된 로제 바딤 감독의 1976년 영화이다. 실비아 크리스텔 등이 주연으로 출연하였고 프란시스 코스네 등이 제작에 참여하였다.

## 출연

### 주연
- 실비아 크리스텔
- 나탈리 들롱

### 조연
- 존 핀치